# المنصورة (دوعن)

'

تعديل مصدري - تعديل

المنصورة هي إحدى قرى عزلة صيف بمديرية دوعن التابعة لمحافظة حضرموت، بلغ تعداد سكانها 389 نسمة حسب تعداد اليمن لعام 2004.